# کد فرودگاهی ایکائو

پرچم رسمی ایکائو

کد فرودگاهی ایکائو (به انگلیسی: ICAO Airport Code) یا مکان‌یاب ایکائو (به انگلیسی: Location Indicator of ICAO) (آی-کی-او تلفظ می‌شود راهنما:الفبای آوانگاری بین‌المللی انگلیسی)، کدی چهارحرفی (رقمی) است که هر یک از فرودگاه‌های دنیا را با آن می‌توان نشان داد. این کدها توسط سازمان هوانوردی غیرنظامی بین‌المللی تعریف و در سند ایکائو۷۹۱۰:مکان‌یاب منتشر شده‌اند. کد ایکائو برای برنامه‌ریزی پرواز و کنترل ترافیک هوایی استفاده می‌شود. این کدها با کدهای یاتا که برای مقاصد عمومی مثل جدول‌های شرکت‌های هوایی، رزرو کردن‌ها یا جابه‌جایی بار استفاده می‌شوند، یکی نیستند.
به عنوان مثال، مسافران که استفاده از فرودگاه هیترو لندن استفاده می‌کنند حتماً با کد یاتا LHR آشنا هستند، اما کد ایکائو EGLL را نشنیده‌اند.

## تعاریف کلی
کد فرودگاه یا نشانگر مکان ایکائو یک کد چهار حرفی است که فرودگاه‌های سراسر جهان را مشخص می‌کند. این کدها، همان‌طور که توسط سازمان بین‌المللی هوانوردی غیرنظامی تعریف شده است و هر سه ماه یکبار در سند ۷۹۱۰ ایکائو منتشر می‌شود: نشانگرهای موقعیت، توسط کنترل ترافیک هوایی و عملیات خطوط هوایی مانند برنامه‌ریزی پرواز استفاده می‌شود. کدهای ایکائو همچنین برای شناسایی سایر تأسیسات هوانوردی مانند ایستگاه‌های هواشناسی، ایستگاه‌های خدمات پرواز بین‌المللی یا مراکز کنترل منطقه، خواه در فرودگاه‌ها واقع شده باشند یا نباشند، استفاده می‌شود. مناطق اطلاعات پرواز نیز با یک کد ICAO منحصر به فرد شناسایی می‌شوند.

نقشه طبقه‌بندی ایکائوی جهان بر اساس حرف اول کد فرودگاه ایکائو آن

## کدهای ایکائو در مقابل کدهای یاتا
کدهای ایکائو جدا و متفاوت از کدهای یاتا هستند که کدهای آخری دارای سه حرف هستند و عموماً برای جدول زمانی خطوط هوایی، رزرواسیون و برچسب چمدان استفاده می‌شوند. به عنوان مثال، کد یاتا برای فرودگاه هیترو لندن LHR و کد ایکائو آن EGLL است. کدهای یاتا معمولاً توسط مسافران و عموم مردم در خدمات ردیابی پرواز مانند FlightAware مشاهده می‌شود. به‌طور کلی کدهای یاتا معمولاً از نام فرودگاه یا شهری که در آن خدمات ارائه می‌کند مشتق می‌شوند، در حالی که کدهای ایکائو بر اساس منطقه و کشور توزیع می‌شوند، فرودگاه‌های بسیار بیشتری (در معنای وسیع) کدهای ایکائو نسبت به کدهای یاتا دارند که گاهی اوقات به ایستگاه‌های راه‌آهن نیز اختصاص داده می‌شود! انتخاب کدهای ایکائو تا حدی به مقامات هر کشور واگذار می‌شود، در حالی که کدهای یاتا که ساختار جغرافیایی ندارند، باید به‌طور متمرکز توسط یاتا تصمیم‌گیری شود.

## ساختار (۱)
یک یا دو حرف اول کد ایکائو کشور را نشان می‌دهد. حروف‌های باقی مانده فرودگاه را مشخص می‌کند. کدهای ایکائو تا حدی برای بافت جغرافیایی استفاده می‌شوند. به عنوان مثال، کد ایکائو برای فرودگاه بین‌المللی هیترو در لندن، EGLL است که حروف اول آن نشان می‌دهد که در بریتانیا مستقر است. از سوی دیگر، کدهای یاتا مرجع جغرافیایی را ارائه نمی‌دهند. برای مثال، LHR که نماینده هیترو است، نمی‌تواند مکان فرودگاه LHV را با اطمینان بیشتری استنتاج کند. این فرودگاه یادبود ویلیام تی پایپر در لاک هاون، پنسیلوانیا در ایالات متحده است. چند استثناء در ساختار منطقه ای کد ایکائو وجود دارد که از نظر تاریخی به دلایل سیاسی یا اداری بوده است. به عنوان مثال، پایگاه هوایی RAF Mount Pleasant (به فارسی: کوهستان دلنشین آراِی‌اِف) در جزایر فالکلند، با کد ایکائو EGYP که از حیث نوشتار شبیه مصر است ولی مانند این که در بریتانیا است، تخصیص داده شده است، اما فرودگاه غیرنظامی پورت استنلی نزدیک به اِسفال (با تلفط دقیق‌تر:سْفال)، مطابق با آمریکای جنوبی، اختصاص داده شده است. سنت پیر و میکلون توسط فرانسه کنترل می‌شود و فرودگاه‌های آنجا به LFxx اختصاص داده می‌شوند که انگار در اروپا هستند. به کوزوو کد BKxx اختصاص داده شده است که آن را با گرینلند و ایسلند گروه‌بندی می‌کند نه همسایگان جغرافیایی آن که Lxxx دارند (در زیر توضیح داده شده است). فرودگاه بین‌المللی اورشلیم هم به LLJR (شخصیت اسرائیلی آن) و هم به OJJR (شخصیت فلسطینی آن) اختصاص یافت، اما خود فرودگاه از کار افتاد. در ایالات متحده و کانادا به هم پیوسته، بسیاری از فرودگاه‌ها دارای کدهای ایکائو هستند که صرفاً کپی‌ای از کدهای سه حرفی یاتا هستند و پیشوند جغرافیایی آن اضافه شده است (به عنوان مثال، YEG و CYEG هر دو به فرودگاه بین‌المللی ادمونتون اشاره دارند، در حالی که IAD و KIAD هر دو به فرودگاه بین‌المللی ادمونتون اشاره دارند. به فرودگاه بین‌المللی واشینگتن دی.سی. این شباهت به آلاسکا (PAxx)، هاوایی (PHxx) یا قلمروهای ایالات متحده گسترش نمی‌یابد. برای مثال فرودگاه کاهولوی در کشور مائوئی دارای کد یاتا OGG و کد ایکائو PHOG است.
کدهای فرودگاه ایکائو با I یا J یا X یا Q شروع نمی‌شوند، اگرچه دهانه Jezero در مریخ به کد ویژه ایکائو JZRO اختصاص دارد! کدهایی که با I شروع می‌شوند (Ixx و Ixxx) اغلب برای کمک‌های ناوبری مانند چراغ‌های رادیویی استفاده می‌شوند، در حالی که کد Q برای ارتباطات رادیویی بین‌المللی و استفاده‌های خاص غیرجغرافیایی محفوظ است. در روسیه، حرف لاتین X، یا معادل سیریلیک مورس/بادو Ь، برای تعیین فرودگاه‌های دولتی، نظامی و آزمایشی هوانوردی در کدهای فرودگاه داخلی مشابه کدهای ایکائو از نظر ساختار و هدف، اما در سطح بین‌المللی استفاده نمی‌شود، استفاده می‌شود. ZZZZ یک شبه کد است که در برنامه‌های پروازی برای فرودگاه‌ها بدون کد ایکائو استفاده می‌شود. کدهای ایکائو گاهی به روز می‌شوند. به عنوان مثال، فرودگاه ژوهانسبورگ در شهر ژوهانسبورگ یکی از چندین پایتخت و یکی از بزرگ‌ترین شهرهای آفریقای جنوبی، قبلاً با نام فرودگاه بین‌المللی یان اسماتز با کد FAJS شناخته می‌شد. زمانی که فرودگاه به فرودگاه بین‌المللی O. R.Tambo تغییر نام داد، کد ایکائو آن به FAOR به روز شد. برخی از فرودگاه‌ها دارای دو کد ایکائو هستند، معمولاً زمانی که یک فرودگاه توسط کاربران غیرنظامی و نظامی به اشتراک گذاشته می‌شود. به عنوان مثال، فرودگاه فرانکفورت در آلمان، به کد ایکائو EDDF اختصاص داده شده است، در حالی که پایگاه هوایی راین-ماین تا زمان بسته شدن به کد ایکائو EDAF اختصاص یافته است. فرودگاه Sion در سوئیس دارای کد LSGS است در حالی که امکانات نظامی آن دارای کد ایکائو LSMS است. فرودگاه بروکسل در بلژیک، دارای کد ایکائو EBBR برای تأسیسات غیرنظامی خود است، و پایگاه هوایی ملزبروک به کد ایکائو EBMB اختصاص یافته است، حتی اگر دو فرودگاه باند و امکانات کنترل زمینی و هوایی مشترک باشند.
همان‌طور که گفته شد، کد ایکائو همچنین برای شناسایی دیگر نقاط مانند ایستگاه‌های هواشناسی، ایستگاه سرویس پروازهای بین‌المللی یا مراکز کنترل محیطی استفاده می‌شوند، اینکه این سیستم‌ها در فرودگاه وجود دارند یا خیر بستگی به پرسنل ارشد خود آنجا نیز دارد.

## ساختار (۲)

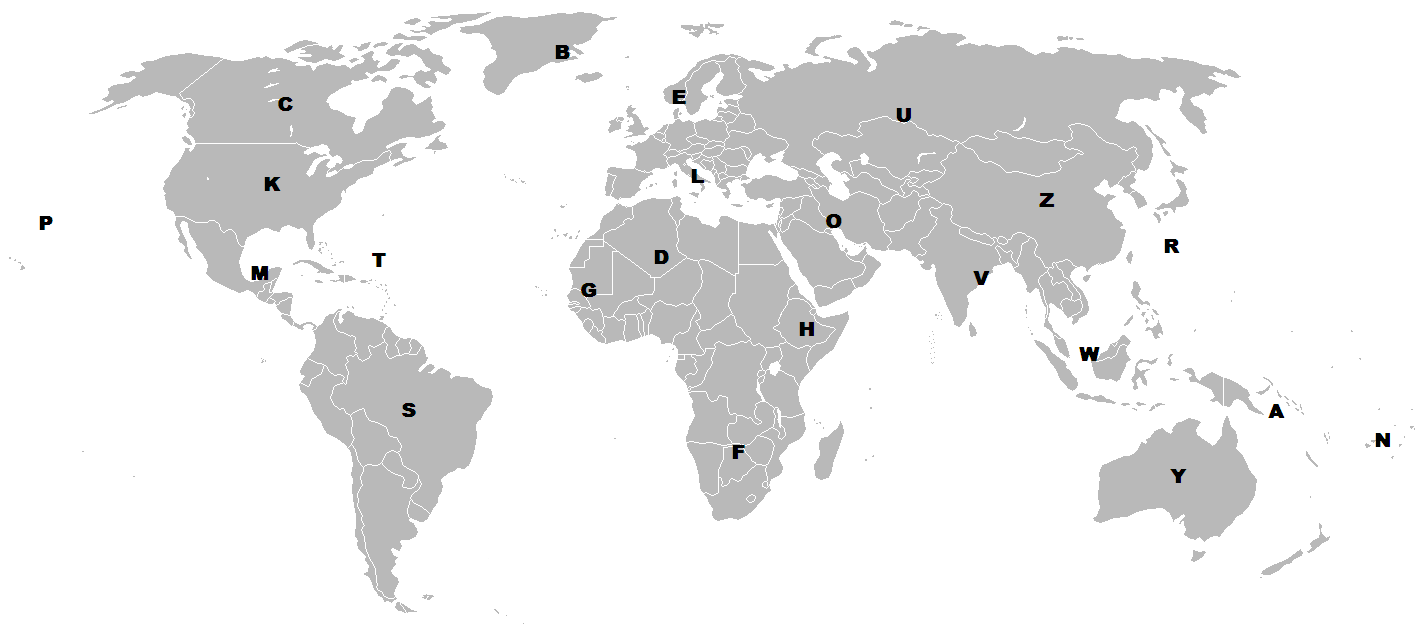
نقشهٔ مناطق جهان تقسیم‌بندی‌شده بر اساس حرف اول کد ایکائو فرودگاه. حرف اول در ناحیه غرب و مرکز قاره آسیا که شامل ایران می‌شوند غالباً "O" است.

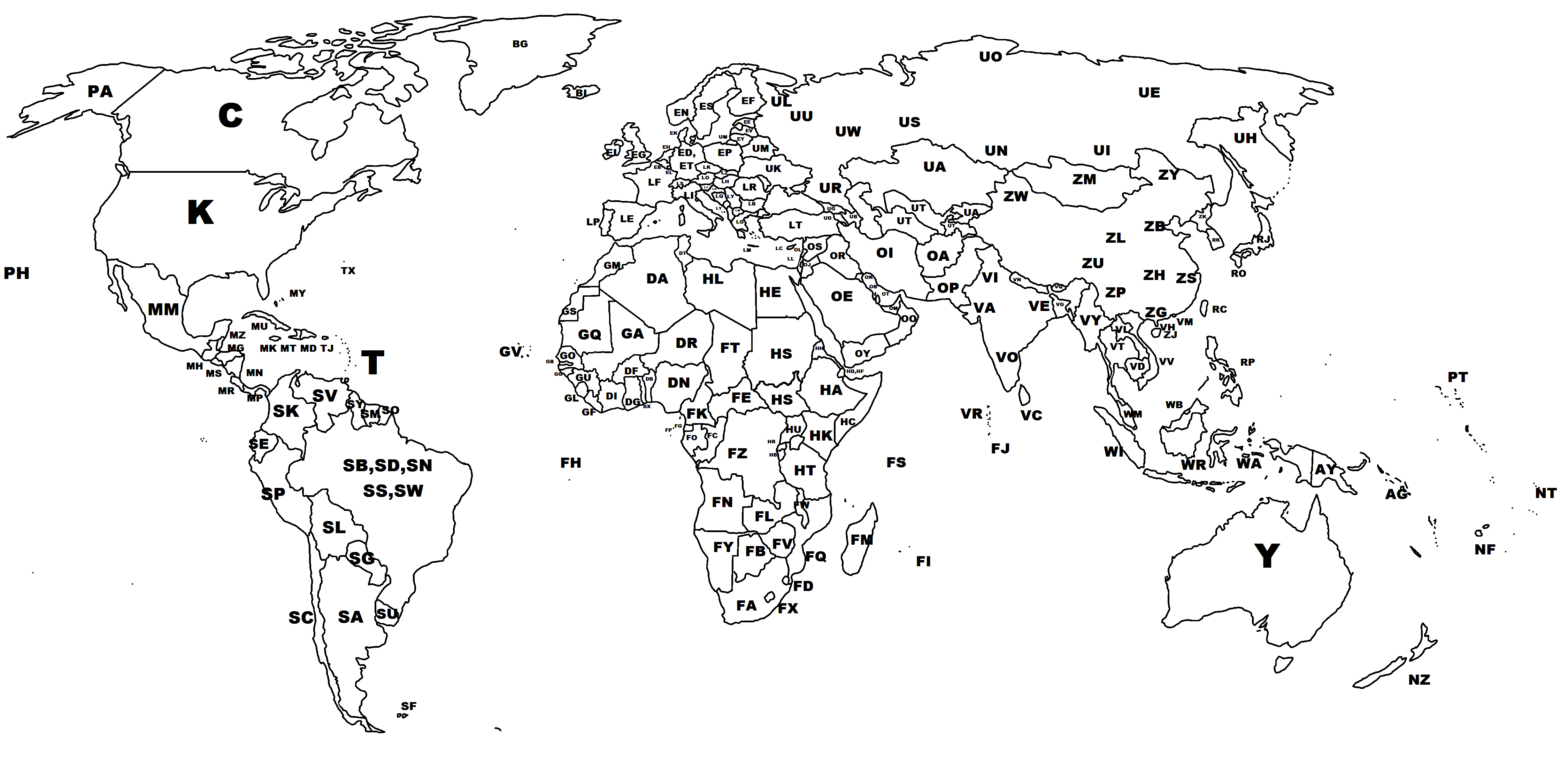
نقشهٔ کشورها با توجه به پیشوند ایکائو کد دسته‌بندی

بر خلاف کد یاتا، کد ایکائو یک ساختار منطقه‌ای (جهان به چند بخش تقسیم شده) دارد. مانند ساعت در هر منطقه زمانی خود اما با تقسیم‌بندی فشرده‌تری، کدهای ایکائو یکتا هستند و همهٔ اطلاعات لازم را به اطلاع می‌رسانند. به‌طورکلی، حرف اول به قاره اختصاص داده شده است؛ حرف دوم نشان‌دهندهٔ کشور است؛ و حرف‌های سوم و چهارم متعلق به فرودگاه مربوطه هستند.
استثناء برای کشورهای بزرگ مانند روسیه، کانادا، آمریکا و چین وجود دارد؛ حرف اول نشان‌دهندهٔ کشور و حرف‌های دوم تا چهارم برای فرودگاه هستند. در هر صورت، کد ایکائو بر خلاف کد یاتا، چهارچوب جغرافیایی ارائه می‌دهد. با استفاده از مثال قبل، فرودگاه هیثرو لندن در بریتانیا، اگر کسی می‌داند که کد ایکائو برای هیثرو EGLL است، پس می‌تواند نتیجه بگیرد که فرودگاه EGNH جایی در انگلستان (فرودگاه بین‌الملی بلکپول) قرار دارد. از سوی دیگر، دانستن اینکه کد یاتا برای هیثرو LHR است، برای آن فرد نشان‌دهندهٔ این نیست که فرودگاهی با کد LVH هم در لندن قرار دارد. (این فرودگاه ویلیام تی پایپر مموریال در پنسیلوانیا در آمریکا قرار دارد) کدهای I و X در هیچ‌یک از نشانگرهای ایکائو به عنوان حرف اول استفاده نمی‌شوند. Q برای ارتباطات رادیوی بین‌الملی و استفاده‌های اختصاصی غیرجغرافیایی کاربرد دارد. (کد Q را ببینید) برای آمریکا و کانادا، تقریباً کدهای یاتا و ایکائو شبیه هم می‌باشند. دراینجا فقط حروف K و C از اول کد ایکائو حذف شده‌اند. به عنوان مثال می‌توان به YYC و CYYC (فرودگاه بین‌المللی کلگاری، کلگاری، آلبرتا) در کانادا یا IAD و KIAD (فرودگاه بین‌المللی واشینگتن داللز، چانتیلی، ویرجینیا) در آمریکا اشاره کرد.
این کدها نباید با کدهای نشانی تماس رادیویی و تلویزونی اشتباه گرفته شوند با وجود اینکه هر دو کشور از کدهایی شبیه برای این منظور استفاده می‌کنند. آلاسکا، هاوایی و سرزمین‌های ایالات متحده آمریکا دارای کدهای ۲ حرفی مخصوص به خود هستند، کدهای یاتا آن‌ها مانند کشورهای دیگر با کد ایکائو متفاوت است. برای مثال، فرودگاه بین‌المللی هیلو (ITO دربرابر PHTO) و فرودگاه بین‌المللی جونیا (PAJN در برابر JNU). در منطقه L (جنوب اروپا) تمامی کدهای دو حرفی پر شده‌اند و کد جدیدی نیز نمی‌توان اضافه کرد. کد ZZZZ نیز به‌طور معمول وقتی کد ایکائو برای فرودگاهی وجود نداشته باشد در جدول‌های پرواز استفاده می‌شود.

## تمرین کنید
برای تمرین کردن کدها ابتداء باید بدانید این کار ممکن است سخت، زمان‌بر و حتی در برخی موارد نادر برای افراد عادی غیرممکن باشد. مهندسان پرواز و اغلب خلبانان و برخی مشاغل مربوطه می‌توانند کدهای یاتا یا ایکائو را صریح بگویند. اگرچه اینبار باز هم احتمال خطا البته به مراتب کمتر وجود دارد. از سایت معتبر فلایتز رادار۲۴ (به انگلیسی: Flights Radar24) می‌توان به راحتی هر پرواز هواپیمای مسافربری، جت شخصی، هلیکوپتر و نیز برخی پهپادهای بزرگ مانند پهپاد MQ-9 را به صورت کاملاً رایگان و آنلاین مشاهده کرد، اگرچه برخی از اندک امکانات این وب/اپلیکیشن قفل هستند و با پرداخت اشتراک قابل دسترسی می‌شوند.

### مثال‌های تمرینی
- AIMA
- EBFF
- QTHI
- QMHI
- QITM
- KCCP
- CHIA
- JOHY
- LGST
- QIIS
- WIOP

## پیشوند
| کد پیشوند                                                                                 | کشور                                                         |
| A-- جنوب غربی اقیانوس آرام                                                                | A-- جنوب غربی اقیانوس آرام                                   |
| ----------------------------------------------------------------------------------------- | ------------------------------------------------------------ |
| AG                                                                                        | جزایر سلیمان                                                 |
| AN                                                                                        | ناورو                                                        |
| AY                                                                                        | پاپویا گینه نو                                               |
| B -- ایسلند / گرینلند و کوزوو                                                             |                                                              |
| BG                                                                                        | گرینلند                                                      |
| BI                                                                                        | ایسلند                                                       |
| BK                                                                                        | کوزوو                                                        |
| C -- کانادا                                                                               |                                                              |
| C                                                                                         | کانادا                                                       |
| D -- غرب آفریقا                                                                           |                                                              |
| DA                                                                                        | الجزایر                                                      |
| DB                                                                                        | بنین                                                         |
| DF                                                                                        | بورکینا فاسو                                                 |
| DG                                                                                        | غنا                                                          |
| DI                                                                                        | ساحل عاج                                                     |
| DN                                                                                        | نیجریه                                                       |
| DR                                                                                        | نیجر                                                         |
| DT                                                                                        | تونس                                                         |
| DX                                                                                        | جمهوری توگولیز                                               |
| E -- اروپا شمالی                                                                          |                                                              |
| EB                                                                                        | بلژیک                                                        |
| ED                                                                                        | آلمان (غیرنظامی)                                             |
| EE                                                                                        | استونی                                                       |
| EF                                                                                        | فنلاند                                                       |
| EG                                                                                        | بریتانیا                                                     |
| EH                                                                                        | هلند                                                         |
| EI                                                                                        | ایرلند                                                       |
| EK                                                                                        | دانمارک                                                      |
| EL                                                                                        | لوکزامبورگ                                                   |
| EN                                                                                        | نروژ                                                         |
| EP                                                                                        | لهستان                                                       |
| ES                                                                                        | سوئد                                                         |
| ET                                                                                        | آلمان (نظامی)                                                |
| EV                                                                                        | لتونی                                                        |
| EY                                                                                        | لیتوانی                                                      |
| F -- آفریقای جنوبی                                                                        |                                                              |
| FA                                                                                        | آفریقای جنوبی                                                |
| FB                                                                                        | بوتسوانا                                                     |
| FC                                                                                        | جمهوری کنگو                                                  |
| FD                                                                                        | سوازیلند                                                     |
| FE                                                                                        | جمهوری آفریقای مرکزی                                         |
| FG                                                                                        | گینه استوایی                                                 |
| FH                                                                                        | جزایر آسنسیون                                                |
| FI                                                                                        | موریس                                                        |
| FJ                                                                                        | جزایر انگلیسی اقیانوس هند                                    |
| FK                                                                                        | کامرون                                                       |
| FL                                                                                        | زامبیا                                                       |
| FM                                                                                        | کومور، ماداگاسکار، مایوت، رییونیون                           |
| FN                                                                                        | آنگولا                                                       |
| FO                                                                                        | گابن                                                         |
| FP                                                                                        | سائوتومه و پرنسیپ                                            |
| FQ                                                                                        | موزامبیک                                                     |
| FS                                                                                        | سیشل                                                         |
| FT                                                                                        | چاد                                                          |
| FV                                                                                        | زیمبابوه                                                     |
| FW                                                                                        | مالاوی                                                       |
| FX                                                                                        | لسوتو                                                        |
| FY                                                                                        | نامیبیا                                                      |
| FZ                                                                                        | جمهوری دموکراتیک کنگو                                        |
| G -- آفریقا شمال غربی                                                                     |                                                              |
| GA                                                                                        | مالی                                                         |
| GB                                                                                        | گامبیا                                                       |
| GC                                                                                        | جزایر قناری (اسپانیا)                                        |
| GE                                                                                        | سئوتا و ملیلیه (اسپانیا)                                     |
| GF                                                                                        | سیرالئون                                                     |
| GG                                                                                        | گینه بیسائو                                                  |
| GL                                                                                        | لیبریا                                                       |
| GM                                                                                        | مراکش                                                        |
| GO                                                                                        | سنگال                                                        |
| GQ                                                                                        | موریتانی                                                     |
| GS                                                                                        | صحرای غربی                                                   |
| GU                                                                                        | گینه                                                         |
| GV                                                                                        | کیپ ورد                                                      |
| H -- در شمال شرقی آفریقا                                                                  |                                                              |
| HA                                                                                        | اتیوپی                                                       |
| HB                                                                                        | بوروندی                                                      |
| HC                                                                                        | سومالی (از جمله سومالی به دلیل اختلافات)                     |
| HD                                                                                        | جیبوتی (همچنین به تومان)                                     |
| HE                                                                                        | مصر                                                          |
| HF                                                                                        | جیبوتی (همچنین HD)                                           |
| HH                                                                                        | اریتره                                                       |
| HK                                                                                        | کنیا                                                         |
| HL                                                                                        | لیبی                                                         |
| HR                                                                                        | رواندا                                                       |
| HS                                                                                        | سودان                                                        |
| HT                                                                                        | تانزانیا                                                     |
| HU                                                                                        | اوگاندا                                                      |
| J -- سیاره بهرام                                                                          |                                                              |
| J                                                                                         | مریخ                                                         |
| K -- ایالات متحده آمریکا (به استثنای آلاسکا و هاوایی)                                     |                                                              |
| K                                                                                         | به هم پیوسته ایالات متحده آمریکا                             |
| L -- جنوب اروپا، اسرائیل و ترکیه                                                          |                                                              |
| LA                                                                                        | آلبانی                                                       |
| LB                                                                                        | بلغارستان                                                    |
| LC                                                                                        | قبرس                                                         |
| LD                                                                                        | کرواسی                                                       |
| LE                                                                                        | اسپانیا                                                      |
| LF                                                                                        | فرانسه، از جمله سنت پیر و میکلون                             |
| LG                                                                                        | یونان                                                        |
| LH                                                                                        | مجارستان                                                     |
| LI                                                                                        | ایتالیا                                                      |
| LJ                                                                                        | اسلوونیا                                                     |
| LK                                                                                        | جمهوری چک                                                    |
| LL                                                                                        | اسرائیل                                                      |
| LM                                                                                        | جزیره مالت                                                   |
| LN                                                                                        | موناکو                                                       |
| LO                                                                                        | اتریش                                                        |
| LP                                                                                        | پرتغال، از جمله آزور                                         |
| LQ                                                                                        | بوسنی و هرزگوین                                              |
| LR                                                                                        | رومانی                                                       |
| LS                                                                                        | سوئیس                                                        |
| LT                                                                                        | ترکیه                                                        |
| LU                                                                                        | مولداوی                                                      |
| LV                                                                                        | مناطق تحت کنترل تشکیلات خودگردان فلسطین                      |
| LW                                                                                        | جمهوری مقدونیه                                               |
| LX                                                                                        | جبل الطارق                                                   |
| LY                                                                                        | صربستان و مونته‌نگرو                                          |
| LZ                                                                                        | اسلواکی                                                      |
| M -- آمریکا مرکزی و مکزیک                                                                 |                                                              |
| MB                                                                                        | جزایر ترک‌ها و کاکوزیا                                        |
| MD                                                                                        | جمهوری دومینیکن                                              |
| MG                                                                                        | گواتمالا                                                     |
| MH                                                                                        | هندوراس                                                      |
| MK                                                                                        | جامائیکا                                                     |
| MM                                                                                        | مکزیک                                                        |
| MN                                                                                        | نیکاراگوئه                                                   |
| MP                                                                                        | پاناما                                                       |
| MR                                                                                        | کاستاریکا                                                    |
| MS                                                                                        | السالوادور                                                   |
| MT                                                                                        | هائیتی                                                       |
| MU                                                                                        | کوبا                                                         |
| MW                                                                                        | جزایر کیمن                                                   |
| MY                                                                                        | باهاما                                                       |
| MZ                                                                                        | بلیز                                                         |
| N -- جنوبی اقیانوس آرام                                                                   |                                                              |
| NC                                                                                        | جزایر کوک                                                    |
| NF                                                                                        | فیجی، تونگا                                                  |
| NG                                                                                        | کیریباتی (جزایر گیلبرت)، تووالو                              |
| NI                                                                                        | نیوئه                                                        |
| NL                                                                                        | فرانسه (والیس و فوتونا)                                      |
| NS                                                                                        | ساموآ، ایالات متحده آمریکا (ساموآی آمریکا)                   |
| NT                                                                                        | فرانسه پلینزی فرانسه)                                        |
| NV                                                                                        | وانواتو                                                      |
| NW                                                                                        | فرانسه کالدونیای جدید)                                       |
| NZ                                                                                        | نیوزیلند، قطب جنوب                                           |
| O -- آسیای جنوب غربی (منهای اسرائیل و ترکیه)، افغانستان و پاکستان                         |                                                              |
| OA                                                                                        | افغانستان                                                    |
| OB                                                                                        | بحرین                                                        |
| OE                                                                                        | عربستان سعودی                                                |
| OI                                                                                        | ایران                                                        |
| OJ                                                                                        | اردن و کرانه غرب                                             |
| OK                                                                                        | کویت                                                         |
| OL                                                                                        | لبنان                                                        |
| OM                                                                                        | امارات متحده عربی                                            |
| OO                                                                                        | امان                                                         |
| OP                                                                                        | پاکستان                                                      |
| OR                                                                                        | عراق                                                         |
| OS                                                                                        | سوریه                                                        |
| OT                                                                                        | قطر                                                          |
| OY                                                                                        | یمن                                                          |
| P -- شمال شرقی اقیانوس آرام                                                               |                                                              |
| PA                                                                                        | ایالات متحده آمریکا (آلاسکا تنها)                            |
| PB                                                                                        | ایالات متحده آمریکا (جزیره بیکر)                             |
| PC                                                                                        | کیریباتی (فرودگاه کانتون، جزایر فونیکس)                      |
| PF                                                                                        | ایالات متحده آمریکا (یوکان فورت، آلاسکا)                     |
| PG                                                                                        | ایالات متحده آمریکا (گوام، Marianas شمالی)                   |
| PH                                                                                        | ایالات متحده آمریکا (هاوایی تنها)                            |
| PJ                                                                                        | ایالات متحده آمریکا (جزیره مرجانی جانستون)                   |
| PK                                                                                        | ایالات متحده آمریکا (جزایر مارشال)                           |
| PL                                                                                        | کیریباتی (جزایر خط)                                          |
| PM                                                                                        | ایالات متحده آمریکا (جزیره میدوی)                            |
| PO                                                                                        | ایالات متحده آمریکا (نقطه Oliktok، آلاسکا)                   |
| PP                                                                                        | ایالات متحده آمریکا (نقطه غیر روحانی، آلاسکا)                |
| PT                                                                                        | ایالات فدرال میکرونزی، پالائو                                |
| PW                                                                                        | ایالات متحده آمریکا (جزیره ویک)                              |
| R -- شمال غربی اقیانوس آرام                                                               |                                                              |
| RC                                                                                        | جمهوری چین (تایوان)                                          |
| RJ                                                                                        | ژاپن (بسیاری از کشور)                                        |
| RK                                                                                        | کره جنوبی                                                    |
| RO                                                                                        | ژاپن (ریاست اوکیناوا و Yoron)                                |
| RP                                                                                        | فیلیپین                                                      |
| S -- آمریکا جنوبی                                                                         |                                                              |
| S                                                                                         | آرژانتین                                                     |
| SB                                                                                        | برزیل (همچنین SD,SI,SJ,SN,SS,SW)                             |
| SC                                                                                        | شیلی                                                         |
| SD                                                                                        | برزیل (همچنین SD,SI,SJ,SN,SS,SW)                             |
| SE                                                                                        | اکوادور                                                      |
| SF                                                                                        | بریتانیا (جزایر فالکلند)                                     |
| SG                                                                                        | پاراگوئه                                                     |
| SI                                                                                        | برزیل (همچنین SD,SI,SJ,SN,SS,SW)                             |
| SJ                                                                                        | برزیل (همچنین SD,SI,SJ,SN,SS,SW)                             |
| SK                                                                                        | کلمبیا                                                       |
| SL                                                                                        | بولیوی                                                       |
| SM                                                                                        | سورینام                                                      |
| SN                                                                                        | برزیل (همچنین SD,SI,SJ,SN,SS,SW)                             |
| SO                                                                                        | گویان فرانسه                                                 |
| SP                                                                                        | پرو                                                          |
| SS                                                                                        | برزیل (همچنین SD,SI,SJ,SN,SS,SW)                             |
| SU                                                                                        | اروگوئه                                                      |
| SV                                                                                        | ونزوئلا                                                      |
| SW                                                                                        | برزیل (همچنین SD,SI,SJ,SN,SS,SW)                             |
| SY                                                                                        | گویان                                                        |
| T -- کارائیب                                                                              |                                                              |
| TA                                                                                        | آنتیگوا و باربودا                                            |
| TB                                                                                        | باربادوس                                                     |
| TD                                                                                        | دومینیکا                                                     |
| TF                                                                                        | فرانسه (جزیره گوادلوپ، مارتینیک، سنت Barthélemy، مارتین سنت) |
| TG                                                                                        | گرنادا                                                       |
| TI                                                                                        | ایالات متحده آمریکا (ایالات متحده جزایر ویرجین)              |
| TJ                                                                                        | ایالات متحده آمریکا (پورتو ریکو)                             |
| TK                                                                                        | سینت کیتز و نیوایز                                           |
| TL                                                                                        | سنت لوسیا                                                    |
| TN                                                                                        | هلند کارائیب، آروبا، کوراسائو، Sint Maarten                  |
| TQ                                                                                        | انگلستان (آنگویلا)                                           |
| TR                                                                                        | انگلستان (مونتسرات)                                          |
| TT                                                                                        | ترینیداد و توباگو                                            |
| TU                                                                                        | بریتانیا (جزایر ویرجین بریتانیا)                             |
| TV                                                                                        | سنت وینسنت و گرنادین                                         |
| TX                                                                                        | انگلستان (برمودا)                                            |
| U -- روسیه و ایالات شوروی سابق                                                            |                                                              |
| U                                                                                         | روسیه (به جز UA, UB, UD, UG, UK, UG, UM, UT)                 |
| UA                                                                                        | قزاقستان، قرقیزستان                                          |
| UB                                                                                        | آذربایجان                                                    |
| UD                                                                                        | ارمنستان                                                     |
| UG                                                                                        | گرجستان                                                      |
| UK                                                                                        | اوکراین                                                      |
| UM                                                                                        | بلاروس و کالینینگراد، روسیه                                  |
| UT                                                                                        | تاجیکستان، ترکمنستان، ازبکستان                               |
| V -- جنوب آسیا (به جز افغانستان و پاکستان)، سرزمین اصلی آسیای جنوب شرقی، هنگ کنگ و ماکائو |                                                              |
| VA                                                                                        | هند (منطقه غرب، مرکز بمبئی)                                  |
| VC                                                                                        | سری لانکا                                                    |
| VD                                                                                        | کامبوج                                                       |
| VE                                                                                        | هند (منطقه شرق، مرکز کلکته)                                  |
| VG                                                                                        | بنگلادش                                                      |
| VH                                                                                        | هنگ کنگ                                                      |
| VI                                                                                        | هند (منطقه شمال، مرکز دهلی نو)                               |
| VL                                                                                        | لائوس                                                        |
| VM                                                                                        | ماکائو                                                       |
| VN                                                                                        | نپال                                                         |
| VO                                                                                        | هند (منطقه جنوب، مرکز چنای)                                  |
| VQ                                                                                        | بوتان                                                        |
| VR                                                                                        | مالدیو                                                       |
| VT                                                                                        | تایلند                                                       |
| VV                                                                                        | ویتنام                                                       |
| VY                                                                                        | میانمار                                                      |
| W -- دریایی جنوب شرقی آسیا (به جز فیلیپین)                                                |                                                              |
| WA                                                                                        | اندونزی (همچنین WI, WQ و WR)                                 |
| WB                                                                                        | مالزی (شرق مالزی)، برونئی                                    |
| WI                                                                                        | اندونزی (WA, WQ و WR)                                        |
| WM                                                                                        | مالزی (شبه جزیره مالزی)                                      |
| WP                                                                                        | تیمور لسته                                                   |
| WQ                                                                                        | اندونزی (WQ, WI و WR)                                        |
| WR                                                                                        | اندونزی (WQ, WI و WQ)                                        |
| WS                                                                                        | سنگاپور                                                      |
| Y -- استرالیا                                                                             |                                                              |
| Y                                                                                         | استرالیا                                                     |
| Z -- شرق آسیا (به استثنای هنگ کنگ، ژاپن، ماکائو، کره جنوبی و تایوان)                      |                                                              |
| Z                                                                                         | در جمهوری خلق چین (به جز ZK و ZM)                            |
| ZK                                                                                        | کره شمالی                                                    |
| ZM                                                                                        | مغولستان                                                     |